# Brigitte Barèges
Pour les articles homonymes, voir Barèges.
Brigitte Barèges, née le 1er mai 1953 à Toulouse (Haute-Garonne), est une femme politique française.
Membre de l'UMP puis de LR, elle est notamment maire de Montauban de 2001 à 2021, mandat qu'elle doit abandonner quelques mois en raison d'une peine d'inéligibilité à exécution provisoire ; elle redevient maire après avoir été relaxée en appel, jusqu'en juillet 2024, date où elle abandonne son mandat au profit de celui de députée.
Elle est également députée de Tarn-et-Garonne de 2002 à 2012, puis de nouveau élue en 2024 avec le soutien du RN. Elle quitte alors LR pour rejoindre l'UDR, le parti d'Éric Ciotti. Le 11 juillet 2025, le Conseil constitutionnel annule son élection, et elle est déclarée inéligible pour une durée d’un an et démissionnaire d'office de son mandat de députée.

## Situation personnelle
Brigitte Barèges, née Taurines, à Toulouse, est originaire de Réalmont, commune du Tarn. Elle est la fille du docteur Jean-Paul Taurines, conseiller général gaulliste du Tarn pendant dix-huit ans et de Marie-Thérèse Grimal. Elle est l’aînée d’une famille de 8 enfants. Mariée à Serge Barèges, agriculteur en culture fruitière, elle est mère de trois enfants.
Elle suit des études de lettres classiques au lycée Bellevue d’Albi. Elle est titulaire d’une licence de droit privé obtenue à la faculté de droit de Toulouse, d’un certificat d’études judiciaires et de criminologie, d’un DESS en droit notarial et du certificat d’aptitude à la profession d’avocat (CAPA). Elle exerce à partir de 1976 la profession d’avocat à Montauban en étant spécialisée notamment dans les questions de droit rural, de surendettement et des violences faites aux femmes et aux enfants.[réf. nécessaire]

## Parcours politique

### Débuts
Brigitte Barèges participe en 1994 à la fondation de l’association Forum démocratie justice, avec l’ancien juge Thierry Jean-Pierre, dans le but de sensibiliser l’opinion à la lutte contre la corruption et la délinquance politico-financière. Elle adhère au RPR en 1993 et en devient secrétaire départementale en 1999. Elle est ensuite secrétaire départementale de l’UMP à partir de sa création, en 2002.[réf. souhaitée]

### Élection à la mairie de Montauban
Elle brigue son premier mandat électoral lors des élections municipales de 2001 à Montauban, commune administrée par la gauche depuis 36 ans. Elle mène campagne sur le thème de la lutte contre l’insécurité et la corruption. Après avoir battu au second tour le député-maire socialiste sortant, Roland Garrigues, par 51,4 % des voix contre 44,7 % dans le cadre d’une triangulaire avec le Front national, elle devient la première femme maire de Montauban. Dans la foulée, elle est élue à la présidence de la communauté d'agglomération du Pays de Montauban et des Trois Rivières, qui devient la communauté d'agglomération du Grand Montauban en 2010.

### Députée et engagements nationaux
Brigitte Barèges est élue députée dans 1re circonscription de Tarn-et-Garonne au second tour des élections législatives de 2002, face à Roland Garrigues, avec 54,2 % des suffrages exprimés. Elle est réélue au second tour des législatives de 2007, par 50,8 % des voix, une nouvelle fois contre Roland Garrigues.
Brigitte Barèges est membre des collectifs parlementaires dits de la « Droite populaire », de la « Droite sociale »,, de la « Droite rurale », et des « Humanistes de l'UMP », tous étant issus de l'UMP,. Dans le cadre de l'élection présidentielle de 2007, elle parraine le candidat Frédéric Nihous. Lors du congrès de l’UMP de 2012, elle soutient ensuite la candidature de François Fillon pour la présidence de l'UMP. En raison de l'affaire Fillon, elle renonce à soutenir celui-ci à l'élection présidentielle de 2017.
Briguant un troisième mandat de députée dans la première circonscription de Tarn-et-Garonne lors des élections législatives de 2012, qui font suite à l’élection de François Hollande à la présidence de la République, elle est battue au second tour par la socialiste Valérie Rabault, recueillant 46 % des voix.
Aux élections législatives de 2017, elle choisit de ne pas se présenter en raison de la réglementation sur le non-cumul des mandats, privilégiant son mandat de maire de Montauban, et soutient le candidat LR, Thierry Deville.
Aux élections législatives anticipées de 2024, elle choisit, cette fois, de se présenter au mandat national, délaissant son poste de maire de Montauban, à Marie-Claude Berly, sa première adjointe, à la suite de son élection au second tour, face à la députée sortante Valérie Rabault, recueillant plus de 51 % des voix. Elle est toutefois démise de son mandat le 11 juillet 2025, par démission d'office sur décision du Conseil constitutionnel.

### Élue régionale et départementale
Brigitte Barèges est chef de file UMP/majorité présidentielle en Midi-Pyrénées lors des élections régionales de 2010, lors desquelles elle présente un conseiller municipal du PRG comme tête de liste de son département de Tarn-et-Garonne. Sa liste obtient 32,2 % des voix au second tour, devancée par la liste de son adversaire Martin Malvy qui réalise le meilleur score de la gauche pour toute la France. En novembre 2010, neuf conseillers régionaux UMP quittent le groupe UMP au conseil régional pour fonder un groupe dissident autour de Gérard Trémège, rival malheureux de Brigitte Barèges pour l'investiture du parti aux élections régionales de 2010,. Ce dernier dénonce la gestion du groupe par Brigitte Barèges. Elle quitte ensuite le conseil régional afin de se conformer à la loi sur le non-cumul des mandats.
Elle est élue conseillère départementale dans le canton de Montauban-3 lors des élections départementales de 2015, en binôme avec Pierre Mardegan. Elle est vice-présidente du conseil départemental de Tarn-et-Garonne du 2 avril 2015 au 20 décembre 2016.

### Proximité avec l'extrême droite

#### Soutien à Marine Le Pen
Faisant face à un second tour délicat aux élections législatives de 2012, Brigitte Barèges serait « ravie » que Marine Le Pen « soit élue »,, et assure que ce n'est pas pour obtenir un renvoi d'ascenseur par un report de voix des électeurs du Front national dans sa circonscription sortante. L'AFP rapporte ses propos suivants : « C'est pas tout à fait normal qu'elle ait pas du tout de siège à l'Assemblée alors que les Verts, qui représentent quasiment rien, le Parti communiste, qui est de moins en moins important, puissent bénéficier de sièges ». Ainsi, elle juge « M. Mélenchon beaucoup plus outrancier, beaucoup plus dangereux. C'est quelqu'un qui a appelé à la révolution. [...] Je suis heureuse que Mme Le Pen l'ait battu ».

#### Alliance locale
Elle conclut une alliance locale avec le RN selon Libération, qui évoque des « échanges de bons procédés, candidats communs, désistements » entre les deux partis en Tarn-et-Garonne. Elle favorise par exemple l'élection de Marine Hamelet aux élections législatives de 2022, ne faisant investir aucun candidat LR dans sa circonscription. Selon Romain Lopez, maire RN de Moissac, cette alliance vise notamment à ce « qu'aucun autre LR n'émerge dans le Tarn-et-Garonne ».

### Réélections à la mairie de Montauban
Elle est réélue maire de Montauban à l’issue des élections municipales de 2008, lors desquelles sa liste l’emporte avec 50,3 % des suffrages exprimés au second tour, face à la liste d’union de la gauche de Claude Mouchard.
Le 30 mars 2014, la liste qu'elle mène remporte les élections municipales de Montauban au second tour, avec 51,3 % des suffrages, dans le cadre d'une triangulaire l'opposant à une liste conduite par Roland Garrigues (37,8 %) et à une liste FN menée par Thierry Viallon (10,9 %). Elle est réélue maire la semaine suivante, pour un troisième mandat.
Lors des élections municipales de 2020, sa liste l’emporte avec 54,5 % des voix au second tour face à une liste d’union de la gauche. Elle est ainsi élue pour un quatrième mandat par le conseil municipal le 5 juillet 2020.

### Inéligibilité, relaxe et retour à la mairie
Après avoir été déclarée inéligible (voir infra), elle est relaxée et réélue maire de Montauban le 22 décembre 2021, à la suite de la démission d'Axel de Labriolle,.

### Retour à la députation
Elle est candidate aux élections législatives anticipées de 2024 dans la première circonscription de Tarn-et-Garonne, à la suite de la dissolution parlementaire décrétée par le président Emmanuel Macron. Sa candidature est enregistrée dans le cadre de l'alliance entre les Républicains à droite et le Rassemblement national sous la nuance Union de l'extrême droite (UXD) par le ministère de l'Intérieur et des Outre-mer. Elle déclare cependant n'avoir « signé aucune charte avec le RN ». Elle est élue au second tour avec 51,25 % des suffrages exprimés, battant la députée socialiste sortante Valérie Rabault au terme d'un scrutin serré pour retrouver ce siège. Le député LR Aurélien Pradié assure qu'elle sera exclue de LR pour son alliance avec le RN.
Le 27 septembre 2024, elle annonce cesser ses fonctions de présidente de la fédération LR du Tarn-et-Garonne et rejoindre l'Union des droites pour la République (UDR). Elle en devient vice-présidente en octobre 2024.
Le 10 mars 2025, les comptes de campagne de Brigitte Barèges sont invalidés par la Commission nationale des comptes de campagne et des financements politiques. En vertu des dispositions du code électoral, le Conseil constitutionnel est automatiquement saisi afin de statuer sur la validité de l'élection. Il annule son élection le 11 juillet 2025, et Barèges est déclarée inéligible pour une durée d'un an et démissionnaire d'office de son mandat de députée, au motif d'avoir facturé la participation à sa campagne de deux collaborateurs de son cabinet en mairie,.

## Affaires judiciaires

### Refus de marier un couple
Elle est condamnée en première instance pour refus de mariage, mais sa condamnation est annulée en cour d'appel pour vice de forme. En effet, elle avait refusé pendant de nombreuses semaines à marier un couple franco-tunisien, suspectant un « mariage gris ». Après instruction, ni le parquet, ni le juge des référés n'ont pourtant jugé les charges suffisamment étayées pour abonder en son sens, et ont donc jugé recevable la demande de mariage.

### Comptes de campagne 2014
À l'été 2014, la Commission nationale des comptes de campagne et des financements politiques (CNCCFP) rejette ses comptes de campagne des élections municipales. Le 21 octobre 2014, à ce sujet, elle est condamnée à un an d'inéligibilité par le tribunal administratif de Toulouse,. Elle fait appel de cette décision. Le 5 mai 2015, le Conseil d'État « constate des irrégularités » et confirme le rejet des comptes de campagne 2014 de Brigitte Barèges, mais estime « que les irrégularités commises ne présentent pas un caractère de « particulière gravité » ». Brigitte Barèges peut ainsi rester maire et présidente du Grand Montauban.

### Détournement de fonds publics

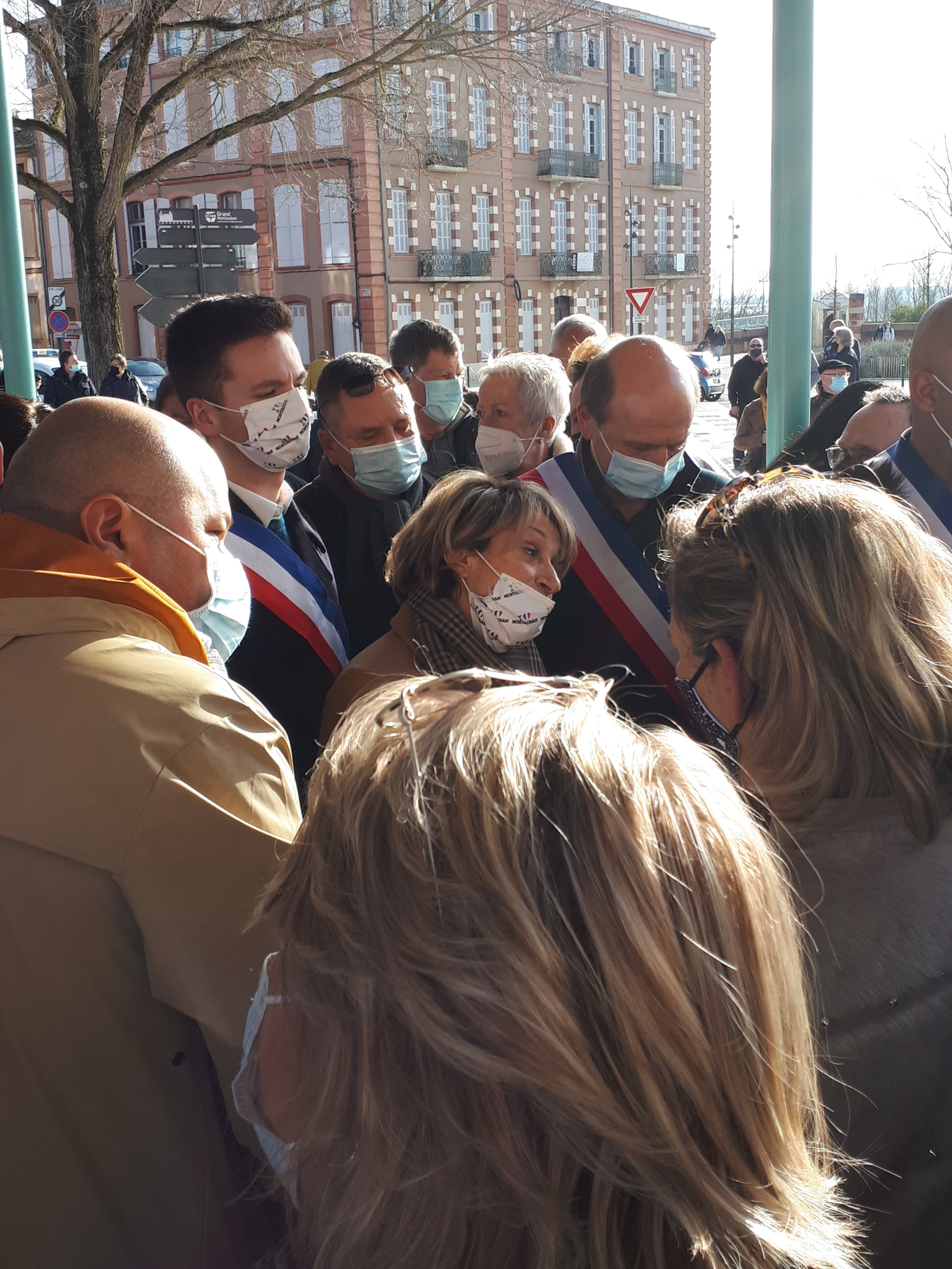
Brigitte Barèges lors d’une manifestation de soutien à son égard, après sa condamnation à une peine d’inéligibilité à effet immédiat (Montauban, 13 février 2021).

Mise en examen en 2015 pour détournement de fonds publics, Brigitte Barèges est jugée à partir de décembre 2020. Les faits concernent le financement par la municipalité de Montauban d’un emploi fictif d’un chargé de communication à la mairie. Trois autres membres de la municipalité sont impliqués : son ancien chargé de communication et ex-directeur de campagne pour les élections municipales de 2014, Jean-Paul Fourment, son ancien directeur de cabinet, Stéphane Bensmaine, et le directeur du quotidien local Le Petit Journal, proche de la mairie, Alain Paga.
Le 9 février 2021, Brigitte Barèges est condamnée à douze mois de prison avec sursis, 15 000 € d'amende et cinq ans d'inéligibilité avec effet immédiat, perdant ainsi ses mandats de maire et de conseillère départementale. L'arrêté portant la démission d'office de ses mandats est pris deux jours plus tard par la préfète de Tarn-et-Garonne. Brigitte Barèges estime que cette condamnation a des motivations politiques.
En appel, le 14 décembre 2021, elle est relaxée des faits lui étant reprochés. Le parquet général décide de ne pas former de pourvoi en cassation contre sa relaxe.

## Controverses et polémiques

### Préférence nationale
Afin de lutter contre le chômage, et au regard du contexte économique qu'elle qualifie de « très grave », elle propose en 2012 d'instituer la « préférence nationale »,.

### Mariage homosexuel
Lors de la présentation d'une loi visant à ouvrir le mariage aux homosexuels à l'Assemblée, elle avait déclaré, à propos d'un texte du groupe socialiste visant à autoriser le mariage homosexuel, « et pourquoi pas des unions avec des animaux ? ou la polygamie ? » ,. Son intervention provoque des critiques dans le monde politique, notamment auprès des associations LGBT. La députée affirme que ses propos ont été sortis de leur contexte, et qu'ils visaient à poser « dans son propos la question de la pertinence d'adapter systématiquement la loi et les institutions à l'évolution des mœurs ».

### Plaisanteries à connotations racistes
Lors de la présentation de sa liste pour les municipales de 2014, elle évoque son seul colistier noir comme la « tache » de sa liste, en parlant de Jean Tekpri,. Le même jour, elle s'amuse sur un autre colistier, Robert Infanti, en passant la musique du film Le Parrain pour le présenter, car il a « une bouille de mafieux »,.

### Immigration
Habituée des polémiques selon France Info et au cours d’une réunion de maires organisée le 18 janvier 2019 à Souillac pour débattre avec le président de la République Emmanuel Macron, dans le cadre du « grand débat national », elle aborde le sujet de l'immigration par le terrorisme et évoque ensuite le cas d'une dame de plus de 80 ans ayant été violée en 2017 dans sa commune par un Algérien en situation irrégulière, ainsi que l'injustice sociale que subissent certains citoyens français à ne pas pouvoir s'offrir des soins (lunettes, prothèses dentaires) quand, par le biais de l'aide médicale d'État (AME), un étranger peut se les faire offrir gratuitement sur le territoire français. Elle se fait copieusement huer dans l'assistance. Elle reçoit le soutien d'élus de son parti, dont Éric Ciotti, tandis que Thierry Mariani parle d'un « discours de vérité ».

### Sans-abrisme
Au cours de la canicule de juin 2019, elle s'oppose à l’ouverture d'un centre d’accueil pour les sans-abri financé par l’État et la fondation Abbé Pierre. Pour le préfet du Tarn-et-Garonne, Pierre Besnard, « la décision de la maire de refuser la visite de sécurité des pompiers et l’autorisation d’ouverture n’a pas de base légale ». Ce dernier réquisitionne les lieux pour faire ouvrir le centre en urgence.

### Révisionnisme
Encore maire le 21 juillet 2024, elle est critiquée alors que le journal municipal a publié une photo du maréchal Pétain à l'occasion de la commémoration du 80e anniversaire de la Libération de Montauban. L'exécutif municipal répond que la photographie fait partie d'une « exposition pédagogique dans laquelle la collaboration est clairement dénoncée »,.

## Détail des mandats et fonctions
- 2001-2021 ; 2021-2024 : maire de Montauban.
- 2001-2021 ; 2021-2024 : présidente de la communauté d'agglomération du Pays de Montauban et des Trois Rivières puis du Grand Montauban.
- 2002-2012 ; 2024-2025 : députée de la 1re circonscription de Tarn-et-Garonne.
- 2010-2011 : conseillère régionale de Midi-Pyrénées.
- 2015-2021 : conseillère départementale de Tarn-et-Garonne.
- 2015-2016 : vice-présidente du conseil départemental de Tarn-et-Garonne.
- 2001-2021 et depuis 2021 : conseillère municipale de Montauban et conseillère communautaire de la communauté d'agglomération du Pays de Montauban et des Trois Rivières puis du Grand Montauban.